# Нашият човек в Хавана
„Нашият човек в хавана“ (на английски: Our Man in Havana) е британски филм от 1959 г. на режисьора и подуцент Карол Рийд. Екранизация на едноименния роман на Греъм Грийн. Той е третата съвместна работа на Карол Рийд и Греъм Грийн.

## Сюжет
Дореволюционна Куба по време на режима на Фулхенсио Батиста. Джеймс Уормолд (Алек Гинес) работи като продавач на прахосмукачки. Той е препоръчан от Хоутърн (Ноел Кауърд) на британската Секретна разузнавателна служба да бъде техния човек в Хавана. За да оправдае високата си заплата, а и за да натрупа повече пари за себе си и разглезената си дъщеря Мили (Джо Мороу), Уормолд започва да си измисля агенти в лицата на хора, които познава само по външен вид и планове за балистична ракета, създадена от части за прахосмукачка. Поради нарастването на важността му, щабът на разузнаването му назначава секретарка-Беатрис (Морийн О'Хара) и му изпращат радист от Лондон, които да бъдат под негово командване. С тяхното пристигане на Уормолд му става все по-трудно да прикрива измислената си история. В един момент обаче, цялата измислена информация започва да се превръща в реалност. Той случайно открива, че някой подслушва телефона му. Проследява и убива един от измислените си „агенти“. След това споделя всичко със своята секретарка, която докладва информацията в Лондон. Командирът на Уормолд (в ролята Ралф Ричардсън) не склонен да признае истината пред министър-председателя и командванията на разузнаването и армията, и се съгласява да потвърди изфабрикуваната история за балистичната ракета. В резултат на това Уормолд е посрещнат с почести и му е предложено да обучава клас с британски шпиони.

## В ролите
| Актьор          | Роля                |
| --------------- | ------------------- |
| Алек Гинес      | Джеймс Уормолд      |
| Бърл Айвс       | Доктор Хейсълбейкър |
| Морийн О'Хара   | Беатрис Северн      |
| Ърни Ковакс     | Капитан Сегура      |
| Ноъл Кауърд     | Хоутърн             |
| Ралф Ричардсън  | „С“                 |
| Джо Мороу       | Мили Уормолд        |
| Грегоар Аслан   | Сифуентес           |
| Пол Роджърс     | Хюбърт Картър       |
| Реймънд Хънтли  | Генарала            |
| Ферди Мейн      | Професор Санчес     |
| Морис Демън     | Адмирала            |
| Джоузеф П.Маура | Лопес               |
| Дънкън Макрей   | МакДугъл            |
| Герик Шйелдеруп | Свенсон             |
| Хю Менинг       | Офицера             |
| Карел Щйепанек  | Доктор Браун        |
| Максин Оудли    | Тереза              |

## Продукция
Филмът е заснет в Хавана два месеца след встъпването на власт на Фидел Кастро. Новото правителство разрешава снимките, защото филма осъжда предишния режим, а също и вмешателството на САЩ и Великобритания в политиката на Куба.

### Критик
„Нашият човек в Хавана“ е приет позитивно от филмовите критици. Притежава рейтинг от 85% в сайта Rotten Tomatoes.

### Номинации
Филмът е номиниран за Златен глобус в категорията най-добър филм, а Карол Рийд за най-добър режисьор от Гилдията на американските режисьори.